# Bratuš
Bratuš je priimek v Sloveniji, ki ga je po podatkih Statističnega urada Republike Slovenije na dan 1. januarja 2010 uporabljalo 79 oseb in je med vsemi priimki po pogostosti uporabe uvrščen na 5.317. mesto.

## Znani nosilci priimka
- Davorin Bratuš (1960–2020), policist, igralec, muzealec
- Dean Bratuš (* 1978), kolesar
- Lucijan Bratuš (* 1949), slikar, grafik, oblikovalec, fotograf, prof. ALUO
- Marko Bratuš (* 1979), dramaturg, režiser, scenarist, umetniški vodja SNG Nova Gorica
- Slavica Bratuš, partizanska aktivistka, po vojni interniranka na Sv. Grgurju